# نادي الهلال السعودي للسيدات موسم 2022–23
نادي الهلال السعودي للسيدات موسم 2022–23 هو الموسم الأول لفريق الهلال السعودي لكرة قدم للسيدات، بعد استحواذه رسميًا على (فريق التحدي النسائي سابقًا)، ليكون الفريق من ضمن الرياضة النسائية لنادي الهلال سعودي مقره في مدينة الرياض يلعب في الدوري السعودي الممتاز للسيدات. وينتمي لنادي الهلال السعودي فريق كرة القدم النسائية، لخوض منافسات الدوري السعودي الممتاز للسيدات في نسخته الأولى لموسم 2022-2023 بمشاركة ثمانية فرق،

## اللاعبات

### تشكيلة الفريق الأول
آخر تحديث .
ملاحظة: تشير الأعلام إلى المنتخب الوطني على النحو المحدد في قواعد الأهلية للفيفا. قد يحمل اللاعبون أكثر من جنسية واحدة غير تابعة للفيفا.
| الرقم | البلد    | المركز | اللاعب                       |
| ----- | -------- | ------ | ---------------------------- |
| 24    | السعودية | حارس   | منى عبدالرحمن                |
| 13    | السعودية | مدافع  | مي المطلق                    |
| 3     | لبنان    | مدافع  | ديما الكستي                  |
| 4     | مصر      | مدافع  | إيمان حسن                    |
| 22    | السعودية | مدافع  | شروق هوساوي                  |
| 14    | السعودية | مدافع  | العنود ابراهيم (قائد الفريق) |
| 34    | السعودية | وسط    | العذا الفهد                  |
| 20    | العراق   | وسط    | ديرين محمود                  |
| 12    | المغرب   | وسط    | مريم بنكيران                 |
| 30    | السعودية | وسط    | عبير الشامري                 |
| 92    | مصر      | مهاجم  | فدوى عصام                    |
| 17    | العراق   | مهاجم  | شوخان نور الدين              |

| الرقم | البلد           | المركز | اللاعب            |
| ----- | --------------- | ------ | ----------------- |
| 3     | السعودية        | حارس   | نوال خالد         |
| 18    | هولندا          | وسط    | لارا الجمال       |
| 19    | السعودية        | مدافع  | منال السعود       |
| 78    | السعودية        | مدافع  | هاله راضي         |
| 9     | السعودية        | وسط    | عبير عمر          |
| 2     | السعودية        | وسط    | الهنوف إبراهيم    |
| 88    | السعودية        | مهاجم  | الجوهرة عبدالعزيز |
| 23    | السعودية        | وسط    | أريج العنزي       |
| 7     | المملكة المتحدة | وسط    | دانيكا            |
| 1     | السعودية        | حارس   | عفاف المطيري      |
| 55    | السعودية        | وسط    | نورة الحملي       |
| 11    | السعودية        | مهاجم  | عهود العماري      |

### دوري المحترفين
| م | الفريق       | لعب | ف  | ت | خ  | أ.له | أ.ع | أ.ف  | نقاط | التأهل أو الهبوط                                      |
| - | ------------ | --- | -- | - | -- | ---- | --- | ---- | ---- | ----------------------------------------------------- |
| 1 | النصر        | 14  | 11 | 2 | 1  | 67   | 19  | +48  | 35   | بطل الدوري الممتاز للسيدات                            |
| 2 | الهلال       | 14  | 10 | 2 | 2  | 76   | 23  | +53  | 32   |                                                       |
| 3 | الشباب       | 14  | 8  | 2 | 4  | 53   | 25  | +28  | 26   |                                                       |
| 4 | اليمامة      | 14  | 6  | 3 | 5  | 40   | 15  | +25  | 21   |                                                       |
| 5 | الاتحاد      | 14  | 5  | 6 | 3  | 46   | 19  | +27  | 21   |                                                       |
| 6 | الأهلي       | 14  | 5  | 1 | 8  | 35   | 33  | +2   | 16   |                                                       |
| 7 | شعلة الشرقية | 14  | 2  | 2 | 10 | 33   | 44  | −11  | 8    |                                                       |
| 8 | سما          | 14  | 0  | 0 | 14 | 1    | 173 | −172 | 0    | الهبوط إلى دوري الدرجة الأولى السعودي للسيدات 2023–24 |

#### مباريات الدوري
أقامت إدارة كرة القدم النسائية في الاتحاد السعودي لكرة القدم اليوم السبت الموافق 8 أكتوبر 2022، ورشة عمل إعلامية بمقر الاتحاد السعودي لكرة القدم، بحضور 25 من ممثلي الأندية المشاركة في الدوري الممتاز ودوري الدرجة الأولى للسيدات للموسم الرياضي 2023/2022، تركزت ورشة العمل على جوانب عدة، ومن أهمها دور الأندية في إنجاح وتطوير منظومة كرة القدم النسائية والتنسيق للتغطية الإعلامية في الدوري من خلال عرض آلية التنظيمات الإعلامية التي سيتم تطبيقها في كلًا من منافسات الدوري الممتاز ودوري الدرجة الأولى، وتهدف هذه التنظيمات لزيادة جودة العمل الإعلامي للأندية المشاركة في الدوري.
  فوز
  تعادل
  خسارة
  مؤجلة
| 1 14 أكتوبر 2022    | الشباب                                            | 2 - 4  | الهلال | جدة                                                        |
| 19:50 (ت ع م+03:00) | داليا عادل 16' · رغد احمد 23' · نزانيت مولونه 61' | Report | 8' شوخان نور الدين · 12' شوخان نور الدين · 18' عبير عمر · 38' شوخان نور الدين · 63' فدوى عصام الدين · 88' شوخان نور الدين | الملعب: ملعب الصالة الرياضية بمدينة الملك عبدالله الرياضية |

| 2 21 أكتوبر 2022    | الهلال        | 0 - 0  | اليمامة                                          | الرياض                           |
| 19:15 (ت ع م+03:00) | العذا فهد 67' | Report | 23' نورة ابراهيم 83' كنزة حجار 87' البندري مبارك | الملعب: ملعب كلية العناية الطبية |

| 3 06 ديسمبر 2022    | النصر                                                       | 2 - 0  | الهلال              | الرياض                           |
| 19:00 (ت ع م+03:00) | سامية العوني 7' 44' · ايزابيلا اجوير 12' · ياسمين طبيله 59' | Report | 40' فدوى عصام الدين | الملعب: استاد الأمير فيصل بن فهد |

| 4 12 نوفمبر 2022    | الهلال                                                                          | 3 - 1  | شعلة الشرقية                    | الرياض                           |
| 19:00 (ت ع م+03:00) | شوخان نور الدين 15' · شوخان نور الدين 45' · شوخان نور الدين 48' · ايمان حسن 74' | Report | 37' ساره تورو · 78' لجين العسكر | الملعب: ملعب كلية العناية الطبية |

| 5 19 نوفمبر 2022    | سما                                         | 0 - 18 | الهلال | الرياض                                     |
| 19:00 (ت ع م+03:00) | زينب تيتو 7' نور الايمان 58' وفاء مخدان 67' | Report | 4' شوخان نور الدين · 7' شوخان نور الدين · 21' شوخان نور الدين · 33' شوخان نور الدين · 45+1' شوخان نور الدين · 45+5' شوخان نور الدين · 45+7' ديرين محمود · 47' شوخان نور الدين · 49' مهرة مطلق · 50' شوخان نور الدين · 54' شوخان نور الدين · 64' شوخان نور الدين · 66' شوخان نور الدين · 71' شوخان نور الدين · 74' شوخان نور الدين · 75' العذا فهد · 76' العذا فهد · 77' شوخان نور الدين · 78' شوخان نور الدين · 86' شوخان نور الدين | الملعب: ملعب رديف استاد الأمير فيصل بن فهد |

| 6 02 ديسمبر 2022    | الهلال | 6 - 1  | الأهلي                                                                                                | الرياض                           |
| 15:05 (ت ع م+03:00) | شوخان نور الدين 3+45' · ايمان حسن 46' · فدوى عصام الدين 63' · شوخان نور الدين 66' · شوخان نور الدين 70' · شوخان نور الدين 86' | Report | 14' سيسيليا هاجان · 23' عبلة سنوسي · 34' سواهر عائل · 79' فدوى خالد · 86' سليمة جبراني · 86' رهف طارق | الملعب: ملعب كلية العناية الطبية |

| 7 10 ديسمبر 2022    | الاتحاد                                                          | 3 - 1  | الهلال                              | جدة                                                        |
| 15:45 (ت ع م+03:00) | سارة محمد 20' · آيه المجالي 25' · صبى توفيق 26' · أسرار محمد 79' | Report | 51' شوخان نور الدين · 69' ايمان حسن | الملعب: ملعب الصالة الرياضية بمدينة الملك عبدالله الرياضية |

| 8 16 ديسمبر 2022    | الهلال                                                                                               | 3 - 2  | الشباب                                                                   | الرياض                         |
| 19:30 (ت ع م+03:00) | مريم بنكيران 8' · شوخان نور الدين 13' · شروق الهوساوي 35' · شوخان نور الدين 4+45' · عبير الشامري 81' | Report | 46' تهاني الزهراني · 84' نهى طارق · 90+3' نزانيت مولونه · 90+5' رغد احمد | الملعب: ملعب معهد إعداد القادة |

| 9 24 ديسمبر 2022    | اليمامة         | 1 - 2  | الهلال                                                                         | الرياض                         |
| 19:15 (ت ع م+03:00) | لولوه أسامة 75' | Report | 4' ايمان حسن · 52' شوخان نور الدين · 90' ماريا قونسالفس · 90+3' العنود ابراهيم | الملعب: ملعب معهد إعداد القادة |

| 10 30 ديسمبر 2022   | الهلال | 6 - 3  | النصر                                                                                  | الرياض                           |
| 15:20 (ت ع م+03:00) | شوخان نور الدين 23' · شوخان نور الدين 44' · شوخان نور الدين 49' · ايمان حسن 57' · العنود ابراهيم 63' · جاسيكا قرازيلا 70' · جوري سماح 80' · اريج العنزي 5+90' | Report | 5' ميساء زياد · 25' ميساء زياد · 37' غادة العيادي · 85' أسيل احمد · 90+3' سامية العوني | الملعب: ملعب كلية العناية الطبية |

| 11 24 يناير 2023    | شعلة الشرقية   | 1 - 5  | الهلال | الدمام                   |
| 15:15 (ت ع م+03:00) | نسيمة جواد 27' | Report | 5' شوخان نور الدين · 20' شوخان نور الدين · 38' شوخان نور الدين · 45' شوخان نور الدين · 45+1' ايليزبث أددو · 62' ماريا قونسالفس · 78' شروق الهوساوي · 83' ايمان حسن | الملعب: ملعب نادي النهضة |

| 12 31 يناير 2023    | الهلال | 18 - 0 | سما                        | الرياض                           |
| 15:40 (ت ع م+03:00) | عهود العماري ذ' · شوخان نور الدين 4' · عهود العماري 9' · ايليزبث أددو 12' · عبير الشامري 15' · عبير الشامري 23' · شوخان نور الدين 26' · عبير الشامري 43' · شوخان نور الدين 44' · شروق الهوساوي 50' · عهود العماري 54' · مريم بنكيران 63' · ايليزبث أددو 66' · ايليزبث أددو 68' · جوري سماح 74' · اريج العنزي 75' · اريج العنزي 76' · ايليزبث أددو 80' · اريج العنزي 82' | Report | 20' رغد محمد 72' هديل ماجد | الملعب: ملعب كلية العناية الطبية |

| 13 04 فبراير 2023   | الأهلي                                                     | 3 - 6     | الهلال | جدة                                                        |
| 20:10 (ت ع م+03:00) | ابتسام جرايدي 6' · ابتسام جرايدي 23' 23' · حورية حمدان 54' | [ Report] | 10' عبير الشامري · 15' ديما الكستي · 17' شوخان نور الدين · 25' عبير الشامري · 42' ايمان حسن · 45+5' مريم بنكيران · 50' شوخان نور الدين · 65' حورية حمدان | الملعب: ملعب الصالة الرياضية بمدينة الملك عبدالله الرياضية |

| 14 11 فبراير 2023   | الهلال | 4 - 4     | الاتحاد                                                                                              | الرياض                           |
| 20:00 (ت ع م+03:00) | ايليزبث أددو 5' · ايليزبث أددو 42' · ايليزبث أددو 45+4' · شوخان نور الدين 62' · جاسيكا قرازيلا 72' · ايليزبث أددو 84' | [ Report] | 3' آيه المجالي · 10' آيه المجالي · 41' صبى توفيق · 45+4' ملك خالد · 49' شاهناز جبرين · 84' صبى توفيق | الملعب: ملعب كلية العناية الطبية |

### أفضل الهدافين
| م. | مر. | الرقم | اللاعبة         | الأهداف |
| -- | --- | ----- | --------------- | ------- |
| 1  | FW  | 17    | شوخان نور الدين | 43      |